# Pandanus erectus
Pandanus erectus är en enhjärtbladig växtart som beskrevs av Harold St.John. Pandanus erectus ingår i släktet Pandanus och familjen Pandanaceae. Inga underarter finns listade.